# Abacetus antiquus
Abacetus antiquus es una especie de escarabajo terrestre de la subfamilia Pterostichinae.  Fue descrito por Pierre François Marie Auguste Dejean en 1828 y se encuentra en India, Myanmar y Sri Lanka. 